# Castello di Belforte (Varese)
Il castello di Belforte è un castello di Varese.

## Storia
Su una collinetta sovrastante il quartiere di Belforte è ubicato l'omonimo castello, costruito in posizione difensiva rispetto alla strada che porta ai valichi svizzeri; il castello nel 1164 e nel 1175 ospitò l'imperatore Federico Barbarossa in occasione delle sue discese a Milano. A cavallo tra queste due date, i varesini che entrarono a far parte della Lega Lombarda vennero definiti "quelli di Belforte", proprio per sottolineare l'importanza militare ricoperta dal castello.
Cessata la funzione militare, è citato quale proprietà del marchese Galeazzo Clivio che nel 1445 la lasciò in eredità all'ospedale di Milano. La costruzione venne trasformata in villa nel Seicento.  Divenuto di proprietà dei marchesi Biumi, fu oggetto di un sontuoso progetto di trasformazione in residenza, con un portico su colonne binate e un ordine di finestre sovrastate da timpani triangolari e curvi alternati, non completamente ultimato.
Il quartiere fu teatro di grandi combattimenti durante la seconda guerra di indipendenza fra i Cacciatori delle Alpi di Giuseppe Garibaldi, che si era acquartierato proprio presso il castello, e le truppe austriache del generale Karl von Urban (la cosiddetta Battaglia di Varese, svoltasi il 26 maggio del 1859).
Da decenni si trova attualmente in uno stato di pesante incuria, causa di estesi crolli e demolizioni.